# ماتياس موراليس
ماتياس موراليس (بالإسبانية: Matías Morales)‏ هو لاعب كرة قدم أرجنتيني، ولد في 5 يوليو 1991 في كويلمس في الأرجنتين. لعب مع كيلمس.

## روابط خارجية
- ماتياس موراليس على موقع قاعدة بيانات كرة القدم.إي يو (الإنجليزية)
- ماتياس موراليس على موقع Soccerway.com (الإنجليزية)